# Mazandaranis
Els mazanderanis o mazandaranis són un poble irànic que viu principalment a la costa sud-est del la mar Càspia. Les muntanyes Elbuzmarcan són el límit meridional dels pobles mazanderanis.

## Característiques
La població de mazanderanis comprèn entre tres i quatre milions de persones. La religió predominant entre els mazanderanis és l'islam xiïta. Viuen principalment a la costa sud-est de la mar Càspia i molts d'ells viuen com a grangers i pescadors. Estan estretament relacionats amb altres pobles irànics de l'altiplà iranià. De fet, l'auge de la nova onada de nacionalisme iranià en la història moderna de l'Iran s'associa a la conspiració de la dinastia Pahlevi, una família d'origen mazanderani. Durant aquest període aquesta ideologia va ser alimentada pels Pahlevis així com per un renaixement de les tradicions iràniques preislàmiques, reformes lingüístiques perses, etc.
Entre els mazanderanis històrics més destacats hi ha:
- Abu Jafar Muhammad ibn Jarir ibn Yazid ibn Kathir al-Tabari (838-923), historiador i teòleg mazanderani.
- Reza Pahlavi, emperador de l'Iran (Pèrsia) des de 1924 fins 1941.
- Nima Yushij, poeta.
- Ali Larijani, polític iranià i principal negociador nuclear.

### Grups assimilats als mazanderanis
En l'època safàvida, el Mazandaran va ser colonitzat per emigrants georgians, els descendents dels quals encara viuen per tot el Mazandaran. Encara moltes ciutats, pobles i barris de Mazandaran porten el nom de "gorji" (és a dir, georgià), encara que la majoria dels georgians ja han estat ètnicament assimilats com a mazandaranis.

## Idioma

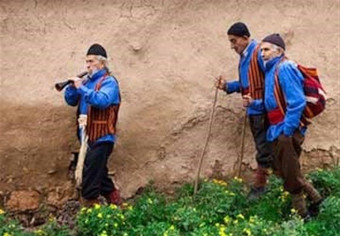
Mazandarani

El mazanderani local, que pertany a les llengües iràniques del nord-oest, és l'idioma parlat entre els mazanderanis, i la major part d'aquests parlen amb fluïdesa tant el dialecte mazanderani com el persa estàndard. No obstant això, amb el creixement de l'educació i la premsa, la diferenciació entre el mazanderani i altres dialectes irànics és probable que acabi desapareixent. El mazanderani està estretament relacionat amb el gilaki i totes dues llengües tenen un lèxic similar. Aquestes dues llengües conserven més que el persa el sistema de declinació de substantiu que era característic dels idiomes irànics més antics. Borjan afirma que el mazanderani té diferents subdialectes i que hi ha una alta inintel·ligibilitat mútua entre diversos subdialectes mazanderanis. Raymond Gordon a Ethnologue fa una llista dels dialectes com ara el gorgani, palani, etc.